# 条件运算符
条件运算符在C、C++、 C#、JavaScript等编程语言中指?:。但在Java语言中也指&&和||。

## && 和 ||
在Java语言中，条件运算符是指短路求值的&&和||运算符。其第二操作数暂不求值，直至第一操作数的值不足以确定整个表达式的值。

## "?:"
在大多数编程语言中，条件运算符特指?:这个三元运算符。
语法为：
```
condition
 
?
 
expression
 
1
 
:
 
expression
 
2

```

该条件表达式是右结合的。例如，表达式 a ? b : c ? d : e求值时等价于a ? b : (c ? d : e).